# Orvaux
Orvaux is een plaats en voormalige gemeente in het Franse departement Eure in de regio Normandië en telt 487 inwoners (2005). De plaats maakt deel uit van het arrondissement Évreux.

## Geschiedenis
De gemeente fuseerde op 1 januari 2018 met de gemeenten Le Fresne en Le Mesnil-Hardray tot de commune nouvelle Le Val-Doré, waarvan Orvaux de hoofdplaats werd.

## Geografie
De oppervlakte van Orvaux bedraagt 6,2 km², de bevolkingsdichtheid is 78,5 inwoners per km².
De onderstaande kaart toont de ligging van Orvaux met de belangrijkste infrastructuur en aangrenzende gemeenten.

## Demografie
Onderstaande figuur toont het verloop van het inwonertal (bron: INSEE-tellingen).